# Adenia tuberifera
Adenia tuberifera är en passionsblomsväxtart som beskrevs av R. E. Fries. Adenia tuberifera ingår i släktet Adenia och familjen passionsblomsväxter. Inga underarter finns listade i Catalogue of Life.